# Charlotte Brontë
Charlotte Brontë (Thornton, 21 de abril de 1816 - Haworth, 31 de marzo de 1855) fue una novelista inglesa, hermana de las también escritoras Emily y Anne Brontë.

## Biografía

### Primeros años
Charlotte Brontë nació en el pueblo de Thornton, Yorkshire, Reino Unido, hija de Patrick Brontë, un clérigo de origen irlandés también escritor, inteligente, austero, maniático, de fuerte carácter, conservador y profundamente enamorado de su mujer, María Branwell y sus hijos. Charlotte tuvo cinco hermanos: Emily, Anne, Maria, Elizabeth y Branwell. En 1820, su padre fue nombrado rector de Haworth, pueblo de los páramos de Yorkshire, donde la familia se trasladó a vivir.
La madre de Charlotte murió el 23 de septiembre de 1821 y, en agosto de 1824, Charlotte y Emily fueron enviadas con sus hermanas mayores, María y Elizabeth, al colegio de Clergy Daughters, en Cowan Bridge (Lancashire), donde cayeron enfermas de tuberculosis. En este colegio se inspiró Charlotte Brönte para describir la siniestra Lowood que aparece en su novela Jane Eyre. María y Elizabeth volvieron enfermas a Haworth y murieron de tuberculosis en 1825. Por este motivo y por las pésimas condiciones del colegio, la familia sacó a Charlotte y a Emily del internado. Desde entonces su tía Elizabeth Branwell, se encargó de cuidarlas. Estimuladas por la lectura del Blackwood's Magazine que recibía su padre, desde 1827 las hermanas y el hermano empezaron a imaginar la fantástica confederación de Glass Town, un mundo imaginario para el que continuamente fraguaban historias de los reinos imaginarios de Angria, de Charlotte y Branwell, y Gondal, propiedad de Emily y Anne. De las crónicas de Angria se conservan muchos cuadernos, pero de Gondal ninguno.

### Roe Head
Brontë se matriculó en la escuela en Roe Head, Mirfield, en enero de 1831, a la edad de 14 años. Se fue al año siguiente para enseñar a sus hermanas, Emily y Anne, en casa, y luego regresó a Roe Head en 1835 como maestra. En 1839, asumió el papel de institutriz de la familia Sidgwick, pero la abandonó a los pocos meses. Las tres hermanas intentaron abrir una escuela en Haworth, pero no lograron atraer alumnos. En su lugar, se dedicaron a la escritura. Aunque su primera novela, El profesor, fue rechazada por los editores, su segunda novela, Jane Eyre, se publicó en 1847. Las hermanas admitieron sus seudónimos Bell en 1848, y al año siguiente fueron celebradas en los círculos literarios de Londres.
En 1842 Charlotte y Emily ingresaron en el privado Pensionnat Heger de Bruselas con el propósito de mejorar su francés; allí se enamoró de Constantin Heger, el propietario de la escuela, un hombre casado y con hijos, escribiéndole algunas cartas de las cuales algunas han subsistido; pero nada pudo fraguar ya que, al morir su tía, se vieron obligadas a volver. Emily se quedó como administradora de la casa y Anne se puso a trabajar como institutriz con una familia cerca de York, en la que también entró a trabajar su hermano como profesor particular de música. Las experiencias que Charlotte vivió en Bruselas le sirvieron a su regreso para plasmar la soledad, la nostalgia y el aislamiento de Lucy Snow en su novela Villete (1853). A su hermano Branwell, el favorito del padre, muy dotado para el dibujo y la pintura (retrató, por ejemplo, a sus hermanas), lo despidieron acusado de haberse enamorado de la mujer de su patrón y empezó a recurrir cada vez más al láudano y a la bebida, terminando alcoholizado y tuberculoso.
En mayo de 1846 publicaron las tres hermanas una colección conjunta de Poemas bajo los seudónimos de Currer, Ellis y Acton Bell. A pesar de todo decidieron seguir escribiendo y probaron a publicar novelas. La primera que se publicó fue Jane Eyre (1847), de Charlotte, también con el seudónimo de Currer Bell, y tuvo un éxito inmediato. Agnes Grey, de Anne, y Cumbres Borrascosas, de Emily, aparecieron más adelante aquel mismo año. Al regresar a Haworth después de haberse ido un tiempo a ver a sus editores, encontraron a Branwell a punto de morir. Su hermana Emily murió de tuberculosis en 1848. Anne murió de la misma enfermedad en 1849, un año después de publicar su segunda novela, La inquilina de Wildfell Hall, y mientras Charlotte escribía Shirley (1849), igualmente bajo el pseudónimo de Currer Bell. Una gran depresión invadió a Charlotte. Sin embargo, sostenida por su editor George Smith, trabó conocimiento con el Londres literario de su época y anudó amistades con sus iguales, en especial con su futura biógrafa Elizabeth Gaskell.

### Últimos años
En 1853 publicó su tercera novela, Villette, y se casó en 1854 con Arthur Bell Nicholls, el cuarto hombre que le propuso matrimonio y coadjutor de su padre. El 31 de marzo de 1855, estando embarazada, enfermó y murió de tuberculosis como sus hermanas. Está enterrada en el cementerio de la iglesia de San Miguel y Todos Los Ángeles, de Haworth. 
Su esposo mandó destruir el medio millar de cartas que envió desde su infancia a su amiga Ellen Nussey, pero esta mintió, las guardó y las publicó cuando este falleció. Esta correspondencia fue fundamental para la biografía que años más tarde publicó Elizabeth Gaskell.
La inspiración de Charlotte y de sus hermanas tuvo que ver mucho con el Blackwood's Magazine, en el que descubrieron la obra de Lord Byron como héroe de todas las audacias. Admiraban la pintura y la arquitectura fantástica de John Martin. Tres grabados de sus obras de los años veinte adornaban los muros del presbiterio de Haworth. Charlotte y Branwell realizaron además copias de obras de John Martin. Y Charlotte era una ferviente admiradora de Walter Scott, del que dijo en 1834: "Para lo que es ficción, leed a Walter Scott y solo a él; todas las novelas tras las suyas carecen de valor". Pero tampoco hay que olvidar que dedicó una novela a William M. Thackeray.

## Obra

### Poemas
- 1846: Poems by Currer, Ellis and Acton Bell. (Traducción al español: Poemas de Currer Bell, Xandru Fernández, Barcelona: Alba Editorial, S. L., 2019).

### Novela
- 1847: Jane Eyre. Traducciones al español: Juan G. de Luances, España: Espasa, 1943; José Enrique Cubedo Fernández-Trapiella, Madrid: Gaviota, 1991; Elizabeth Power, España: Alianza Editorial, 1996; Carmen Martín Gaite, Barcelona: Alba Editorial, S.L., 1999; Alejandro Pareja Rodríguez, España: Austral, 2001; Toni Hill, España: Debolsillo, 2009.

- 1849: Shirley. Traducción al español: Gema Moral Bartolomé, Barcelona: Alba Editorial, S.L., 1999.
- 1853: Villette. Traducción al español: Marta  Salís, Barcelona: Alba Editorial, S.L., 2005.
- 1857: El profesor. Fue su primera novela y se publicó póstumamente. Traducción al español: Gema Moral Bartolomé, España: Alba Editorial.

- 1860: Emma. (No confundir con la novela homónima de Jane Austen.) inconclusa. Escrita después de Villette. Han aparecido dos continuaciones: Emma (1980), de Constante Savery, y Emma Brown (2003), de Clare Boylan.